# Reichenbach/O.L.
Reichenbach/O.L., (Sorbisch:Rychbach), is een kleine stad en plaats in de Duitse deelstaat Saksen. De gemeente maakt deel uit van de Landkreis Görlitz. Reichenbach telt 4.915 inwoners. De stad is bestuurszetel en vervullende gemeente voor de Verwaltungsgemeinschaft Reichenbach/O.L.

## Geografie
De stad Reichenbach ligt in het zuidoosten van Saksen op circa 14 km van Görlitz aan de Poolse grens. De stad ligt ongeveer 75 kilometer ten oosten van Dresden. Tot de stad behoren de vroegere zelfstandige dorpen Niederreichenbach, Oberreichenbach en Oehlisch. Op 1 januari 1994 werden de omliggende gemeenten Zoblitz, Meuselwitz, Dittmannsdorf en Mengelsdorf geannexeerd. 20 jaar later, op 1 januari 2014 kwam buurgemeente Sohland am Rotstein daar bij.